# Pont-Rouge (Belgique)
Pour les articles homonymes, voir Pont Rouge (homonymie).
Pont-Rouge, aussi appelé pont de Warneton, est un hameau de Warneton, une section de la commune belge de Comines-Warneton, en Région wallonne. Le hameau est situé à environ 2,5 kilomètres au sud-ouest du centre de Warneton, à proximité immédiate d'un pont sur la Lys portant le même nom que le hameau. Le fleuve forme la frontière avec la France. De l'autre côté de la Lys se trouvent les communes françaises de Deûlémont et Frelinghien. Plus d'un kilomètre à l'ouest et au sud-ouest de Pont-Rouge se trouvent les hameaux du Gheer et Le Touquet. Le ruisseau Warnave coule ici d'ouest en est et se jette dans la Lys.

## Histoire
Le fief de La Grande Haie, juste au nord du hameau, dépendait de la châtellenie d'Ypres et formait une enclave dans la châtellenie de Warneton. La carte de Ferraris des années 1770 montre le lieu comme le hameau du Pont Rouge sur la Lys, avec un peu plus au nord la cour de la Grande Haie et aussi la ferme la Petite Haie. Dans les dernières décennies du XIXe siècle, une ligne de chemin de fer de Comines à Armentières en France a été ouverte (ligne 67). Le rail passait juste à l'ouest des fermes Grande Haie et Petite Haie et du hameau de Pont-Rouge. Lors de la Première Guerre mondiale, Pont-Rouge se situe sur la ligne de front. Au milieu du XXe siècle, le chemin de fer est fermé. Lorsque la frontière linguistique a été établie, Pont-Rouge est transféré, avec Warneton, de la province de Flandre occidentale à la province wallonne du Hainaut.
En 2019, Warneton annonce la construction d'un quai de chargement permettant l'accostage de deux bateaux de 110 mètres de longueur (Classe Va) ou un bateau de 180 mètres de longueur (Classe Vb). Le projet comprend également l’aménagement d’une surface d'arrière quai, d’une voirie et une zone de parking. Les travaux devaient perdurer jusqu'en 2021. En 2021, le terminal du Pont Rouge cherche un concessionnaire.

## Trafic et transports
A la fin du XIXe siècle et dans la première moitié du XXe siècle, la ligne 67 longeait Pont-Rouge, qui s'y arrêtait.